# 福島市信夫ヶ丘球場
福島市信夫ヶ丘球場（ふくしまししのぶがおかきゅうじょう）は、福島県福島市古川にある野球場。

## 概要
松川の改修で生じた旧河道に建設された。
1938年（昭和13年）完成。1989年（平成元年）に改築。
背後に松川が流れ、外野の一部は土手に食い込む構造になっている。通常このような運動施設は水害の時期に避難所などに利用されるが、場所柄、水害時には2m以上水没するとされるため指定されていない。
福島県営あづま球場（30000人収容、1986年（昭和61年）完成）が完成するまでは福島県内で指折りの球場で高校野球の聖地とされていた。
1948年から1954年にはプロ野球公式戦も開催された記録があり、1954年8月8日に東京巨人軍と洋松ロビンズのダブルヘッダーが行われている。
2015年からベースボール・チャレンジ・リーグに加盟した福島レッドホープスが公式戦を開催している。2015年は3試合、2016年は1試合を開催した後、いったん開催が途絶えたが、2020年に4年ぶりに2試合を開催した。
新型コロナウイルス感染拡大の影響で大会の規模や回数が縮小されている間に周辺の宅地化が進み、2021年度（令和3年度）に一塁側防球ネットを改修。しかし、2022年（令和4年）秋に硬球が近隣の住宅に当たり破損する事故が発生。2023年度（令和5年度）から当面の間、中学生以上の硬式球の使用を制限することになった。
福島市では一塁南西側にネットを新設することとし、2024年度（令和6年度）に着工、2025年（令和7年）4月から硬式球の使用を可能にすることを目指している。

## 施設概要
- 両翼100m、中堅115.8m
- 照明：無し
- スコアボード：パネル式
- 収容人員：15000人

## プロ野球公式戦開催実績
2022年現在で16試合を開催。内訳は1リーグ時代2試合、セ・リーグ8試合、パ・リーグ6試合。
- 1948年5月15日 読売ジャイアンツ 3-7 金星スターズ
- 1949年7月10日 読売ジャイアンツ 1-5 阪急ブレーブス
- 1950年4月26日 読売ジャイアンツ 6-5 国鉄スワローズ
- 1950年5月7日 大映スターズ 14-16 南海ホークス、毎日オリオンズ 6-9 南海ホークス（変則ダブルヘッダー）
- 1950年7月16日 毎日オリオンズ 19-3 西鉄クリッパース、大映スターズ 9-3 南海ホークス（変則ダブルヘッダー）
- 1952年8月3日 国鉄スワローズ 8-7、4-1 広島カープ（ダブルヘッダー）
- 1953年4月18日 国鉄スワローズ 6-4 大洋松竹ロビンス
- 1953年4月25日 大映スターズ 1-5 毎日オリオンズ
- 1953年8月13日 大洋松竹ロビンス 2-1 広島カープ、読売ジャイアンツ 2-9 国鉄スワローズ（変則ダブルヘッダー）
- 1954年6月3日 毎日オリオンズ 3-7 大映スターズ
- 1954年8月8日 読売ジャイアンツ 4-0、2-0 洋松ロビンス（ダブルヘッダー）

## 近隣
- 福島市信夫ヶ丘競技場
- ラジオ福島
- 国道4号
- 国道115号